# CD Cobreloa
Club de Deportes Cobreloa, zkráceně CD Cobreloa či Cobreloa, je chilský fotbalový klub sídlící ve městě Calama. Hraje na stadionu Estadio Zorros del Desierto. Dresy jsou oranžové.

## Historie
Klub byl založen v roce 1977. Slovo Cobreloa je složenina slov cobre (což ve španělštině znamená měď) a Loa (název provincie a řeky). Dresy byly zvoleny oranžové po vzoru nizozemské reprezentace, která v 70. letech patřila k nejlepším a nejpopulárnějším na světě a se svým tzv. totálním fotbalem udávala trend světovému fotbalu. Navíc měl tým slevu na letenky od národních aerolinek, jejichž barva je též oranžová.
Tým hned v první sezoně postoupil z 2. ligy do 1. ligy. Už v roce 1980 získal první titul a už v letech 1981 a 1982 hrál finále Poháru osvoboditelů. Další domácí tituly pak přibývaly a klub se tak stal v Chile nejúspěšnějším mimo kluby z hlavního města.

## Úspěchy
Národní
- Primera División: 8

1980, 1982, 1985, 1988, 1992, 2003-A, 2003-C, 2004-C
- Copa Chile: 1

1986
Mezinárodní
- Pohár osvoboditelů:

Finalista (2): 1981, 1982